# Tom és Jerry – Willy Wonka és a csokigyár
A Tom és Jerry – Willy Wonka és a csokigyár (eredeti cím: Tom and Jerry: Willy Wonka and the Chocolate Factory) 2017-ben megjelent amerikai 2D-s számítógépes animációs film, amely a Tom és Jerry című videofilmsorozat tizenharmadik, és egyben utolsó része. Az animációs játékfilm rendezője Spike Brandt, producere Tony Cervone. A forgatókönyvet Gene Grillo és Roald Dahl írta, a zenéjét Michael Tavera szerezte. A videofilm a Turner Entertainment és a Warner Bros. Animation gyártásában készült, a Warner Home Video forgalmazásában jelent meg. Műfaja zenés fantasy filmvígjáték. Amerikában 2017. július 11-én, Magyarországon 2017. július 12-én adták ki DVD-n.

## Szereplők
| Szereplő           | Eredeti hang      | Magyar hang       |
| ------------------ | ----------------- | ----------------- |
| Tom                | N/A               | N/A               |
| Jerry              | N/A               | N/A               |
| Willy Wonka        | JP Karliak        | Csankó Zoltán     |
| Joe nagyapa        | Jess Harnell      | Csuha Lajos       |
| Charlie Bucket     | Lincoln Melcher   | Nagy Gereben      |
| Mr. Slugworth      | Mick Wingert      | Vida Péter        |
| Teevee             | Lori Alan         | Szórádi Erika     |
| Droopy             | Jeff Bergman      | Karácsonyi Zoltán |
| Amerikai riporter  | Jeff Bergman      | Szabó Máté        |
| Spike              | Spike Brandt      | Németh Gábor      |
| Augustus Gloop     | Rachel Butera     | ?                 |
| Winkelmann         | Rachel Butera     | ?                 |
| Mrs. Bucket        | Kate Higgins      | F. Nagy Erika     |
| Violet Beauregarde | Dallas Lovato     | Hermann Lilla     |
| Veruca Salt        | Emily O’Brien     | Csifó Dorina      |
| Mr. Salt           | Sean Schemmel     | Kapácsy Miklós    |
| Mr. Turkentine     | Sean Schemmel     | ?                 |
| Tuffy              | Kath Soucie       | Haffner Anikó     |
| Bemondó            | Jim Ward          | ?                 |
| Német riporter     | Jim Ward          | ?                 |
| Mrs. Gloop         | Audrey Wasilewski | Zsurzs Kati       |
| Mike Teevee        | Lauren Weisman    | ?                 |
| Sam Beauregarde    | Jess Harnell      | Gubányi György    |

További magyar hangok: Ács Balázs, Haagen Imre, Kálmán Barnabás